# Pixie-bob
Pixie-bob är en kattras som kännetecknas av sitt lodjurslika utseende. De har kort svans, örontofsar och spotted päls. Rasen är mer benägen än de flesta andra raser att utveckla polydaktyli, som resulterar i stora tassar. En pixie-bob har kraftig benstomme, speciellt hanarna som kan väga mellan 8 och 10 kilo. Honorna brukar väga mellan 4 och 5 kilo.
Pälsen kan vara kort eller halvlång, men bottenfärgen har alltid en kall grå nyans. Pixie-bob är lite lös i skinnet, vilket gör att man kan få känslan av att den har en lite för stor kostym. Svanslängden varierar ganska mycket. En svans som är mellan 5 och 16 centimeter lång är önskvärd på en vuxen katt, men även hellånga eller kortare svansar förekommer.

## Temperament
Pixie-bob-katter är lätta att träna och extremt tysta, vilket har givit dem smeknamnet ”tystlåtna hundar”. De ljud de ger ifrån sig påminner om ett svagt kvittrande läte. En pixie-bob är väldigt tillgiven och föredrar att alltid vara hos sin ägare. De är varken mycket lugna eller mycket aktiva. En speciell egenskap för rasen är att de bär saker i munnen helt naturligt och därför lätt kan lära sig att apportera.

## Historia
Rasen har fått sitt namn efter katthonan Pixie som avlades fram av den amerikanska kattuppfödaren Carol Ann Brewer på 1980-talet. Pixie hade svaga fläckar på ryggen och påminde om en bobcat (ett nordamerikanskt lodjur). Bob avser svansens längd, eller snarare brist på den (engelskans ”bob-tail” översätts närmast med ”kort-svans”). 
Rasen godkändes 1997 av det amerikanska kattförbundet TICA och kom till Sverige år 2002. Rasen är i Sverige godkänd inom IDP men är ännu ej godkänd av FIFe och SVERAK.